# إيان هاتشينسون (لاعب كرة قدم)
إيان هاتشينسون (بالإنجليزية: Ian Hutchinson)‏ هو لاعب كرة قدم ومدرب كرة قدم بريطاني في مركز الوسط، ولد في 7 نوفمبر 1972 في ستوكتون أون تيز ‏ في المملكة المتحدة. لعب مع بيرويك راينجرز ونادي غيلينغهام ونادي كورك سيتي ونادي هاليفاكس تاون ونادي ويموث.